# Cándido Bareiro
Cándido Pastor Bareiro Caballero (Luque, 27 ottobre 1833 – Asunción, 4 settembre 1880) è stato un politico paraguaiano.
Fu presidente del Paraguay dal 25 novembre 1878 al 4 settembre 1880, giorno della sua morte.

## Biografia
Bareiro fu uno dei primi studenti paraguaiani che poterono studiare in Europa con una borsa di studio pagata dallo Stato (1858-1863). Incaricato dei negoziati della legazione accreditata a Parigi e Londra (1864-1867), svolse quest'incarico con zelo, venendo decorato con l'Ordine Nazionale al Merito (1865), ma nel 1867 il maresciallo López lo destituì accusandolo di atti di insubordinazione. Tornato in Sud America, Bareiro rientrò ad Asunción nel febbraio 1869.
Nel 1870 Bareiro si candidò invano alla Convenzione Costituente per il Club del Pueblo, ma divenne segretario del governo di Cirilo Antonio Rivarola. Partecipò alla fallita rivoluzione di Tacuarel (1871) per protestare contro la decisione di Rivarola di sciogliere anticipatamente il Congresso Nazionale per salvare il ministro delle Finanze Juan Bautista Gill da un processo per malversazione.
Come cancelliere del presidente Salvador Jovellanos, Bareiro negoziò in Europa il problema dei prestiti stranieri, ma appoggiò i sollevamenti conservatori guidati dal generale Bernardino Caballero: nel marzo 1873 partecipò alla rivolta di Paraguarí e nel febbraio 1874 prese parte a quella di Campo Grande, che portò Caballero al Ministero dell'Interno.
Ministro delle Finanze nel governo di Higinio Uriarte (1877-1878), Bareiro si dimise nell'agosto del 1878 per potersi candidare alla Presidenza della Repubblica con l'appoggio del Club Libertad, fondato appositamente. Eletto presidente, morì improvvisamente il 4 settembre 1880, e poiché il vicepresidente Adolfo Saguier rinunciò all'incarico, il Congresso nominò presidente provvisorio il generale Caballero.